# Amin al-Hafez (Liban)
Amin al-Hafez (tiếng Ả Rập: أمين الحافظ),(28 tháng 1 năm 1926 – 13 tháng 7 năm 2009) là thủ tướng của Liban từ 25 tháng 4 năm 1973 đến ngày 21 tháng 6 năm 1973. Ông cũng là một nghị sĩ lâu năm đến từ Tripoli trong Nghị viện Liban cho đến năm 1996.
Amin el-Hafez từng nắm giữ chức thủ tướng Liban sau khi tổng thống Liban Suleiman Franjieh và phe đối lập với các lãnh đạo Sunni từ chối nhiệm kỳ hai tháng của ông. Ông đã từ chức sau hai tháng nắm giữ chức vụ, nhưng tiếp tục là nghị sĩ đại diện cho Tripoli trong nghị viện.
Ông đã qua đời ở tuổi 83 sau khoảng thời gian dài chống chọi lại một căn bệnh mạn tính mà ông không tiết lộ.